# 袁寶彝
袁寶彝（?—?），湖南省靖州直隸州綏寧縣人，清朝政治人物、進士出身。
光緒三年（1877年），参加丁丑科殿試，登進士二甲第68名。同年五月，分部學習。